# Deep image
Deep image (« image profonde ») est par définition un terme et un concept inventé par les poètes Jerome Rothenberg et Robert Kelly lors de la deuxième publication du magazine Trobar en 1961,; ils l'utilisèrent pour décrire la poésie écrite par eux-mêmes, par Diane Wakoski et Clayton Eshleman (en).
En créant ce terme Jerome Rothenberg s'est inspiré du Cante jondo (« Chant profond ») présent dans l'œuvre de Federico García Lorca et dans la théorie symboliste des correspondances.
En règle générale, les poèmes d'image profonde sont sonores, stylisés, et héroïques quant à leur tonalité. Les poèmes les plus longs s'apparentent à une liste d'images indépendantes.
La façon dont Jérome Rothenberg et Robert Kelly définirent l'image profonde fut de courte durée.
L'idée fut reprise plus tard par Robert Bly et d'autres poètes comme Galway Kinnell (en) et James Wright (poet) (en), dans une expression plus concrète et moins abstraite, laissant aux images leur libre cours. Et tout en laissant à leur développement leur signification. Ce nouveau style Deep Image devint narratif et quelquefois lyrique.

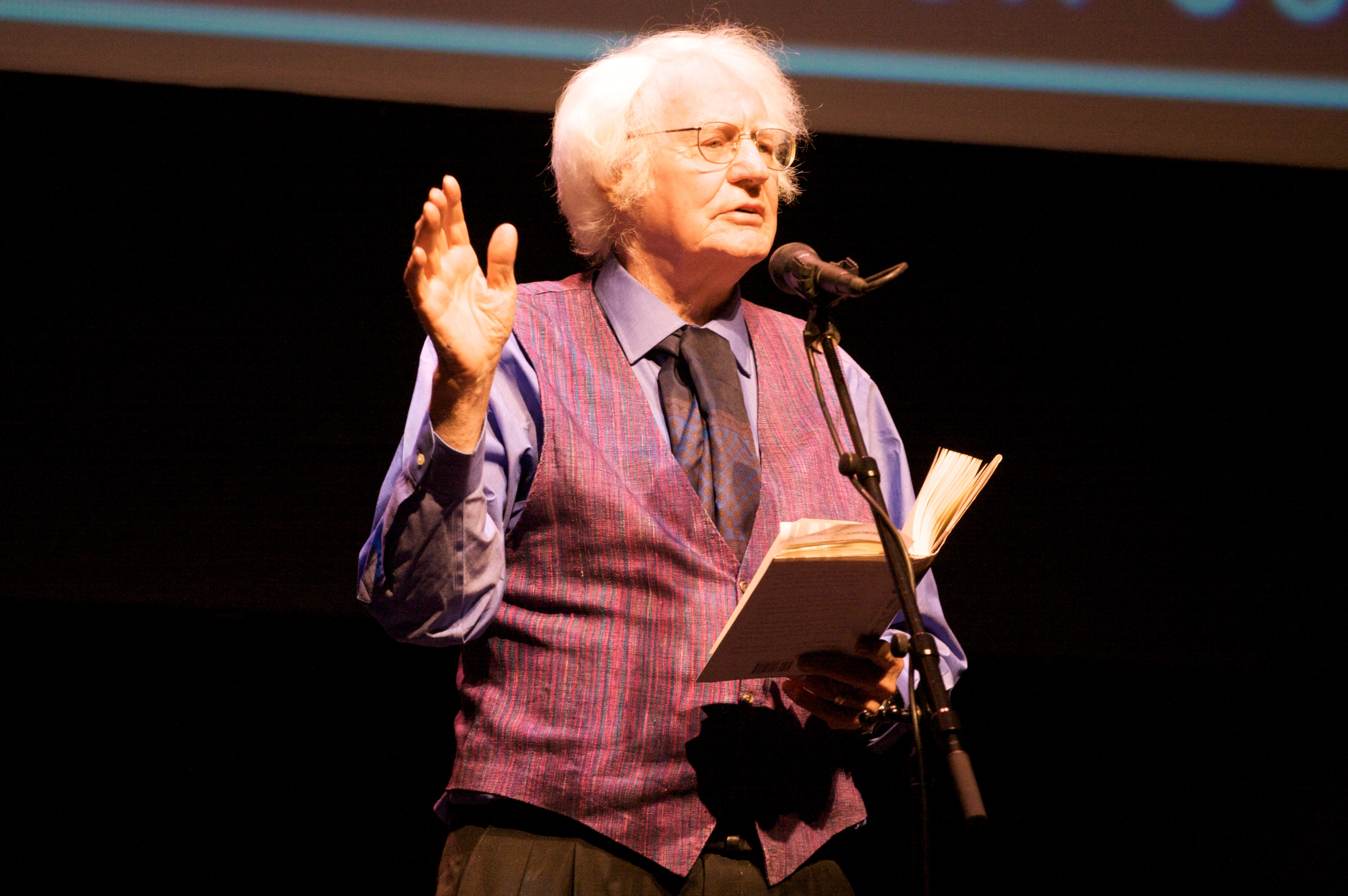
Robert Bly au Poetry Out Loud (Minnesota Finals - Fitzgerald Theater)
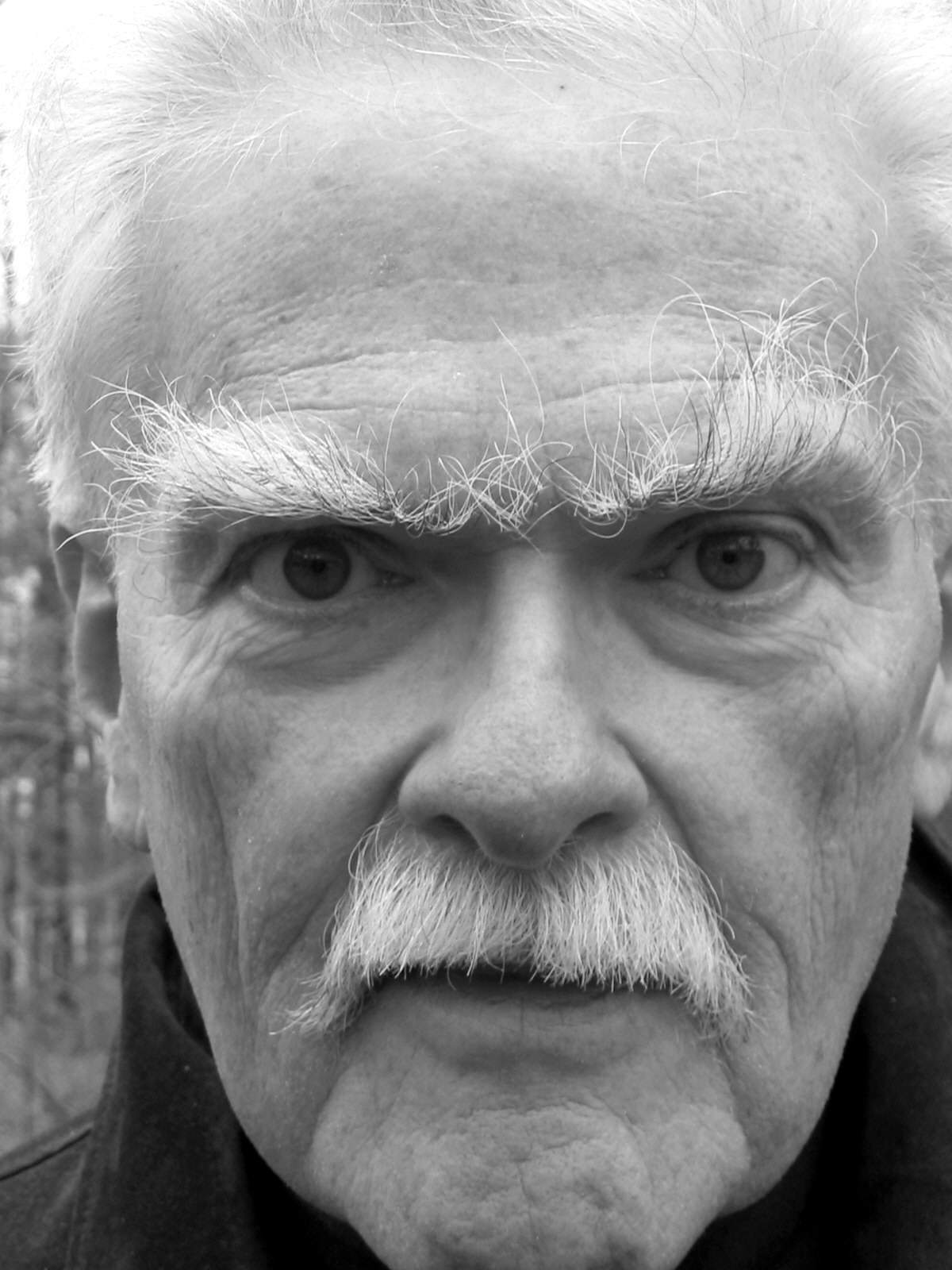
Robert Kelly par Charlotte Mandell
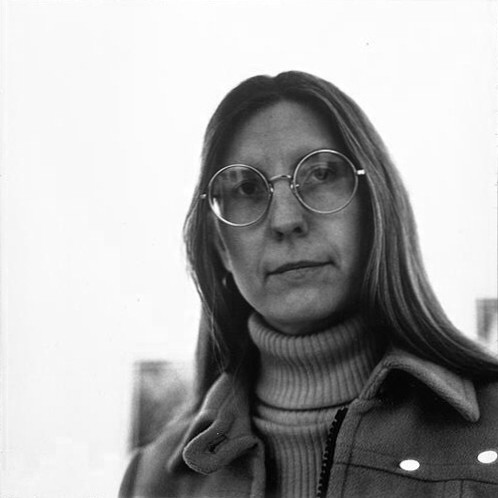
Diane Wakowski

## Sources
- (en) Cet article est partiellement ou en totalité issu de l’article de Wikipédia en anglais intitulé « Deep image » (voir la liste des auteurs).